# Бахтин, Александр Алексеевич
Алекса́ндр Алексеевич Ба́хтин (6 августа 1981 года, Краснокаменск, СССР) — российский боксёр-профессионал, выступающий в втором легчайшем и легчайшем весе. Чемпион мира по версии IBO. 9-кратный чемпион Японии, 2-кратный чемпион Азии.

## Биография

### Любительская карьера
Александр Бахтин родился в городе Краснокаменске Читинской области. Здесь же в возрасте 8 лет в первый раз вышел на ринг. Его отец в юности занимался дзюдо. Но в Краснокаменске была школа бокса, куда и записался Александр. Его первым тренером стал Валерий Номхоев. После окончания 9 классов Бахтин переехал в Улан-Удэ. Здесь он тренировался и параллельно учился в лицее на сварщика и сантехника, затем поступил в ВСГТУ. В 1997 году Александр попал в юниорскую сборную России. В её составе стал победителем первенств России среди юниоров (1998, 1999), Кубка России (1999), бронзовым призёром первенства мира (1998) и чемпионом Европы среди молодёжи (1999).
Тренировался в Школе высшего спортивного мастерства Республики Бурятия .
Выступал за СК Вооружённых сил РФ.
Достиг звания мастер спорта России международного класса.

### Профессиональная карьера. Япония
В 2000 году переехал в Японию, первый  бой в качестве профессионала провёл 20 ноября 2000 года. До 2008 года выступал за клуб "KYOEI Boxing Gym". В стенах этого клуба выросло несколько чемпионов мира по разным версиям профессионального бокса. В том числе воспитанники советской школы бокса Юрий Арбачаков и Орзубек Назаров.
В 2003 Бахтин добился звания чемпиона Японии, а затем несколько лет успешно защищал этот титул. В начале 2009 года выступал за клуб "World boxing Gym" из Окинавы.
В Японии Бахтин завоевал множество титулов. Среди них: 9-кратный  чемпион Японии среди профессионалов, 2-кратный чемпион Азии (чемпион OPBF 2008, 2009).
Во время пребывания Бахтина в Японии произошёл и один криминальный случай. Александр ввязался в драку в одном из токийских ночных клубов. Бахтин нокаутировал двух агрессивных парней. Некоторое время Александр провёл за решёткой. Его признали невиновным, однако клуб, в котором тренировался боксёр, дисквалифицировал его на длительный период за нарушение режима, мотивируя это тем, что инцидент произошёл глубокой ночью, когда спортсмен должен отдыхать перед боем.

### Возвращение в Россию
1 марта 2009 года вернулся в Россию.
Живёт и тренируется в подмосковной Балашихе.
Тренируется под руководством заслуженного тренера России Александра Зимина.
Летом 2012 года завоевал титул интерконтинентального чемпиона WBA во втором легчайшем весе.
18 сентября 2012 года, выиграв у филиппинца Роли Гаска, стал чемпионом мира по версии Международной боксерской организации (IBO).
В апреле 2012 года победил по очкам венесуэльца Нехомара Серменьо.
31 марта 2013 года защитил титул чемпиона мира IBO, выиграв у колумбийца Йогли Эрреры.
В апреле 2013 года принял решение о завершении профессиональной карьеры в связи с проблемами со здоровьем. 
Генеральный директор Ледового дворца Арена «Балашиха».

### Семья
Сестра - живёт в Краснокаменске.
Жена - Кристина. Сыновья - Захар (род.2006) и Макар (род. 27.04.2010).